# رادو نيكوليسكو
رادو نيكوليسكو (بالرومانية: Radu Niculescu)‏ (مواليد 2 مارس 1975) هو لاعب كرة قدم. يلعب مع منتخب رومانيا لكرة القدم. سبق له أن لعب في كأس العالم لكرة القدم مع منتخب بلاده.

## روابط خارجية
- رادو نيكوليسكو على موقع الاتحاد الدولي (مؤرشف)  (الإنجليزية)
- رادو نيكوليسكو على موقع قاعدة بيانات كرة القدم.إي يو (الإنجليزية)
- رادو نيكوليسكو على موقع ناشيونال فوتبول تيمز (الإنجليزية)
- رادو نيكوليسكو على موقع عالم كرة القدم.نت (الإنجليزية)